# 申命記
『申命記』（、ヘブライ語: דברים、英語: Deuteronomy）とは旧約聖書中の一書で、モーセ五書（トーラー）のうちの一書に数えられ、その第5番目に置かれてきた。

## 名称
この書はヘブライ語では冒頭部の語にもとづいて『デヴァリーム』（devarim）と呼ばれ、これは「言葉」という意味である。一方、七十人訳聖書（ギリシア語訳）では『デウテロノミオン』(Δευτερονόμιον）、ウルガータ聖書（ラテン語訳）では『デウテロノミウム』（Deuteronomium）の名称で呼ばれている。どちらも「第二の律法」の意味だが、これは七十人訳の訳者が17章18節にある「律法の写し」という言葉を「第二の律法」という意味に誤訳したことから付けられた名称である。日本語における『申命記』という書名は漢語訳聖書での名称から来ており、「繰り返し命じる」という意味の漢語である。

## 内容
『申命記』は、死を前にしたモーセがモアブの荒れ野で民に対しておこなった3つの説話をまとめたものである、と伝承されてきた。
- 第1の説話（1章 - 4章）では、40年にわたる荒れ野の旅をふりかえり、神への忠実を説く。
- 第2の説話（5章 - 26章）は中心部分をなし、前半の5章から11章で十戒が繰り返し教えられ、後半の12章から26章で律法が与えられている。
- 最後の説話（27章 - 30章）では、神と律法への従順、神とイスラエルの契約の確認、従順なものへの報いと不従順なものへの罰が言及される。
- 最後の説話の後、モーセは来るべき死への準備をし、ヨシュアを自らの後継者として任命する。その後、補遺といわれる部分が続く。
  - 32章1節 - 47節は、『モーセの歌』といわれるものである。
  - 33章では、モーセがイスラエルの各部族に祝福を与える。
  - 32章48節 - 52節および34章では、モーセの死と埋葬が描かれて、モーセ五書の幕が閉じられる。

## 著者の問題
『申命記』に著者を示す記述はなく、その作者が何者かをめぐって議論が存在する。また、それと関連して第1章第1節の解釈にも揺れが生じている。

### 伝統的解釈
古代以来、伝承ではモーセ五書はすべてモーセが書いたとされていた。タルムードが初めて、モーセがモーセ五書のすべてを書いたという伝承に関する議論を提起した。どうやってモーセが自らの死を記述しえたのか、という疑問が示されたのである。あるラビはモーセが自らの死と埋葬を予言的に記述したという見解を述べたが、多くのラビたちはモーセの死と埋葬に関する部分のみヨシュアが書いたとすることで、この疑問への答えとした。

### 中世の解釈
中世に入ると12世紀のユダヤ人聖書学者アブラハム・イブン・エズラが、初めてモーセ五書に関する学術的と言える研究をおこなって、『申命記』の記述のスタイルや文体・語法が他の四書と明らかに異なっていることに注意を向けた。彼は古代以来の伝承に従って、スタイルの違いは他の四書の記者であるモーセと『申命記』の記者であるヨシュアの違いによるものだろうと考えたが、15世紀のドン・アイサック・アブラヴァネルは著書『申命記詳解』の序文で、『申命記』のみ他の四書とは異なる（ヨシュアでもない）別個の著者の手によるものとする見解を示した。

### 近代の解釈
近代に入って旧約聖書と古代イスラエルの歴史に関する学術的な研究が進むと、19世紀の初頭に『列王記 下』の終盤と『歴代誌』34章に記されたヨシヤ王治下での宗教改革と『申命記』を結びつける説が、ヴィルヘルム・M・L・デ・ヴェッテによって唱えられた。『列王記 下』と『歴代誌』の記述によれば紀元前621年、ヨシヤ王は聖所から偶像崇拝や異教の影響を排除し、その過程で大祭司ヒルキヤの手によって当時失われていた律法の書物が新たに発見された。ヒルキヤはヨシヤ王にこの書物を見せ、2人は女預言者フルダにこれが失われた律法の書であることの確認を求めた。フルダがこれこそが本来の律法であると告げたため、王は民衆の前でこの書を読み上げて、神と民の契約の更新を確認し、以後の儀式がこの書に基づいておこなわれる旨を告げた。タルムードに収められたラビたちの伝承と同じく、以降の研究者たちもこの「失われた書物」こそが『申命記』に他ならないと考えた。『申命記』はモーセ五書の中で唯一、「ただひとつの聖所」の重要性を訴えており、当時、多くの場所に存在していた聖所を一箇所にまとめること、それによって王権を強化することがヨシヤ王の改革の狙いだった、と考えられたのである。このことから、ヨシヤの改革を「申命記改革」（「申命記革命」「申命典革命」とも）と呼ぶ。
ラビたちは、なぜヨシヤ王とヒルキヤの2人は女預言者フルダにのみ書物を見せ、同時代のより重要な預言者エレミヤとゼカリヤに見せなかったのか、という重要な疑問も提示している。ラビたちの解答は、ゼカリヤは病気であり、エレミヤは遠出していたためだ、というものであった。この疑問に答えて研究者たちは、『申命記』は発見されたのではなく中央集権化を狙ったヨシヤ王とヒルキヤの政治的意図に基づいて新たに作出されたものであり、2人は『申命記』をモーセ五書に加えることでモーセの権威を付与したのだ、という説を立て、だからこそ2人は『申命記』を在野の預言者たちには見せず、自分たちの側に立つフルダにのみ見せたのだ、と解答している。申命記を後代の作書とするデ・ヴェッテの学説を基盤に、近代旧約学の父と呼ばれるユリウス・ヴェルハウゼンは19世紀後半にイスラエル宗教進化の史観に基づく発展文書説を提唱した。リベラル派の立場に立つ者では、『申命記』の著者がモーセではないとするデ・ヴェッテの文書仮説をそのまま受け入れる人は少ない。しかし、申命記の成立を紀元前7世紀とする立場は、現代のほとんどの聖書学者が受け入れる定説となっている。M・ワインフェルドは、その根拠として申命記の構成が前7世紀のアッシリヤ国家の条約文の表現形式に影響されていることを挙げている。それに対し、保守的聖書学者のケネス・A・キッチンは、『申命記』1章-32章の構造は前2千年期（紀元前20世紀）後半の宗主権条約の形式に合致しており、その著作年代を紀元前7世紀とする必要はないと主張している。
なお、『申命記』に用いられているヘブライ語は紀元前7世紀から前6世紀ごろにかけてものだと推定されている。

### 現代の保守的解釈
ユダヤ教正統派やキリスト教福音派では『申命記』の著者がモーセであり、実際に失われてヨシヤの時代に再発見されたとされている。